# Пулавский повет
Пулавский повет (пол. Powiat puławski) — повет (район) в Польше, входит как административная единица в Люблинское воеводство. Центр повета — город Пулавы. Занимает площадь 933 км². Население — 117 167 человек (на 2005 год).
Состав повята:
- города: Вонвольница, Коньсковоля, Курув, Пулавы, Казимеж-Дольны, Наленчув
- городские гмины: Пулавы
- городско-сельские гмины: Гмина Вонвольница, Гмина Казимеж-Дольны, Гмина Коньсковоля, Гмина Курув, Гмина Наленчув
- сельские гмины: Гмина Баранув, Гмина Яновец, Гмина Маркушув, Гмина Пулавы, Гмина Жижин

## Демография
Население повята дано на 2005 год.
| Перепись            | Всего   | Всего | Женщины | Женщины | Мужчины | Мужчины |
| ------------------- | ------- | ----- | ------- | ------- | ------- | ------- |
|                     | чел.    | %     | чел.    | %       | чел.    | %       |
| Всего               | 117 167 | 100   | 60 757  | 51,9    | 56 410  | 48,1    |
| Городское население | 58 033  | 100   | 30 750  | 53      | 27 283  | 47      |
| Сельское население  | 59 134  | 100   | 30 007  | 50,7    | 29 127  | 49,3    |